# Agar Delós
Agar Antequera Maldonado (Cairoma, Bolivia; 1937- Cairoma, 9 de junio de 2019), conocida artísticamente como Agar Delós, fue una destacada actriz y comediante boliviana.
Incursionó en el teatro boliviano en 1953, actuando en una obra del dramaturgo boliviano Raúl Salmón de la Barra llamada Los hijos del alcohol.

## Biografía
Sus padres fueron Agustín Antequera y Juana Maldonado.
Comenzó sus estudios escolares en 1943 en la Unidad Educativa Natalia Palacios. Salió bachiller del Liceo de Señoritas de La Paz en 1954. 
Contrajo matrimonio con Gonzalo Murillo, con quien tuvo seis hijos. Empezó su vida actoral cuando tenía dieciséis años, su nombre artístico le fue puesto en 1959 por Raúl Salmón, durante el estreno de la obra «Plato Paceño», en homenaje a la gran maestra María Delos.
Falleció el 9 de junio de 2019. 

### Obras de teatro
Los hijos del alcohol, dirigida por Raúl Salmón de la Barra en 1953, Plato Paceño, Joven rica y plebeya en 1975.
Delós se hizo muy conocida por su participación en una serie teatral llevada a la televisión boliviana basada en el trabajo literario de Antonio Díaz Villamil, la obra se llamaba La niña de sus ojos. También trabajó en la película boliviana  Para recibir el canto de los pájaros, de Jorge Sanjinés. En ambas producciones representó personajes secundarios, personificando a cholas bolivianas.

### Homenajes
Recibió  la condecoración Pedro Domingo Murillo que le otorgó la municipalidad de La Paz el 2004 por su trabajo artístico y su aporte a la dignificación de los mestizos e indígenas bolivianos, simbolizados en la Chola. Delós recordó en una entrevista que su familia rechazó inicialmente su caracterización y que hasta la recriminaron por ello, pero que con el paso de los años

«...la gente ha tomado conciencia de sus raíces y de su cultura. Ha entendido que el hecho de ser chola debe ser un motivo de orgullo, no de vergüenza.»

La mayor parte de las obras teatrales y producciones televisivas en las que participó han sido comedias, por lo que, gracias a su talento y entrañables personificaciones, se ganó el afecto del público boliviano.
Recibió la Medalla de Oro de la Cámara de Senadores de Bolivia.
En 2020 el Gobierno Municipal de La Paz develó un monumento en su honor en el barrio de Alto Següencoma.

## Filmografía
- El rata de América (1962)
- Amargo mar (1984)
- Amigo mío (1990)
- Siempre viva (1993)
- Paulina y el cóndor (1994)
- Para recibir el canto de los pájaros (1995)
- Escríbeme postales a Copacabana (2009)